# 巴芝丹县
巴芝丹县是印度尼西亚（印尼）的一个县，位于该国西部的东爪哇省，距首都雅加达约500（310英里）。该县共有人口542960人（2015年），人口密度每平方千米683人，人口密集。该地年平均降水量为2703mm，其中1月477mm，8月29mm。